# スーパー歌舞伎
スーパー歌舞伎（スーパーかぶき）は、三代目市川猿之助が1986年に始めた、古典芸能化した歌舞伎とは異なる演出による現代風歌舞伎。新橋演舞場などで上演されることが多い。第1作は梅原猛の脚本による『ヤマトタケル』であった。

## 特徴
3代目猿之助は、スーパー歌舞伎創作以前から宙乗りや派手な立ち回りなどエンターテイメント要素の強い「猿之助歌舞伎」を得意としたが、歌舞伎ファン以外に話題を広げた一方で、一部の保守的な論客からは酷評された。
スーパー歌舞伎ではさらに古典歌舞伎の踊りや立ち回り、見得、ケレン（観客を驚かせるような演出）、隈取り、下座音楽といった演出法や演技術を意識的に取り入れる一方、中国の古典や日本の古代神話など、従来の歌舞伎の枠にとらわれない題材を脚本化した。猿之助はスーパー歌舞伎の特徴のひとつとして「真に現代人の胸に迫る物語性」を挙げ、壮大で骨太な物語が基調となっている。制作に当たっては現代劇や京劇など多ジャンルの出演者やスタッフを取り入れて創作され、煌びやかな衣装と最新の照明や舞台装置、雄大な劇伴音楽などで世界観を作り込む、現代劇と古典歌舞伎の融合的作品群である。
スーパー歌舞伎（あるいはスーパー歌舞伎に代表される猿之助歌舞伎）は「ストーリー(Story)」「スピード(Speed)」「スペクタクル(Spectacle)」の「3S」を重視することを特徴とした。すなわち、先述の「真に現代人の胸に迫る物語性」、「メリハリのあるテンポ」、「宙乗りや早替りなどの視覚的な見せ方」といった従来の歌舞伎や新歌舞伎作品にはなかった新しい要素を持った歌舞伎作品群である。
2022年には歌舞伎座三月大歌舞伎において、三代目猿之助（二代目猿翁）の甥である四代目市川猿之助の主演・演出により、スーパー歌舞伎の一篇である「新・三国志」が「関羽篇」として上演されたが、このときは上演時間を削減するなどの制約の中での演出の都合上、スペクタクル部分を大幅にカットせざるを得なかった。これらの事情により副題にスーパー歌舞伎の名を冠さなかった。

## 成り立ち
スーパー歌舞伎の成り立ちについて、創始者である二代目猿翁（三代目猿之助）は、梅原猛とよもやま話に講じる中で出来たアイディアであったとしている。猿之助と梅原はたびたび演劇について討論し、おおむね以下のような結論にたどり着いた。
「江戸時代にできた古典歌舞伎の美意識や発想、演出法や演技術は素晴らしいが、物語は当時の世界観や道徳観による忠君愛国や義理人情的内容で、真に現代人の胸に迫るところが少ない。それに対しテーマ性のある内容を持つ明治以降の新歌舞伎は、近代劇的リアリズムを取り入れたため、歌舞伎本来の魅力であるべき歌（音楽性）と舞（舞踊性）に乏しく楽しくない。両方の長所を兼ね備えた"新・新歌舞伎"を創造すべきだ」
「それならいっそ先生が」という猿之助の言葉に梅原が応じて出来上がったのが、1986年（昭和61年）の『ヤマトタケル』である。

## 作品
※すべて初演。
- 1986年 『ヤマトタケル』 - 原作・脚本：梅原猛（題材：ヤマトタケル）
- 1989年 『リュウオー・龍王』 - 脚本: 中国京劇院院長の呂瑞明と奈河彰輔が共同執筆（題材：京劇の『鬧海』[7]と『国姓爺合戦』）、戸部銀作監修、京劇俳優38人、歌舞伎俳優67人、計105人出演、中国語台詞に字幕スーパー[8]。
- 1991年 『オグリ・小栗判官』 - 作：梅原猛（題材：小栗判官）、フライング・デザイナー：ピーター・フォイ（英語版）[8]。
- 1993年 『八犬伝』 - 脚本：横内謙介（原作：南総里見八犬伝）
- 1996年 『カグヤ』 - 作：横内謙介（題材：竹取物語）
- 1997年 『オオクニヌシ』 - 作：梅原猛、脚本・演出：市川猿之助 (3代目)（題材：大国主）
- 1999年 『新・三国志』 - 脚本：横内謙介（原作：三国演義）
- 2001年 『新・三国志II・孔明篇』 - 同上
- 2003年 『新・三国志III・完結篇』 - 同上

## スーパー喜劇
スーパー歌舞伎と藤山直美の喜劇の融合を試みた企画が「スーパー喜劇」で、三代目猿之助がエグゼクティブスーパーバイザーとして監修、藤山や松竹新喜劇の出演者と澤瀉屋一門の俳優たちが出演した。
- 2005年 『スーパー喜劇 狸御殿』
原案：木村恵吾　作・演出：齋藤雅文　エグゼクティブスーパーバイザー：市川猿之助 (3代目)
2005.11／1(火)～25(金)　大阪松竹座、2005.12／2(金)～25(日)　新橋演舞場[9]
- 2015年 『スーパー喜劇 かぐや姫』（題材：竹取物語）
脚本：佐々木渚　演出：齋藤雅文　エグゼクティブスーパーバイザー：市川猿翁 (2代目)[10]

## スーパー歌舞伎II
2014年からスーパー歌舞伎の要素を引き継いだ「スーパー歌舞伎II（セカンド）」を、四代目市川猿之助を中心として作品を上演していた。
- 2014年 スーパー歌舞伎II『空ヲ刻ム者―若き仏師の物語―』 - 作・演出：前川知大 （書き下ろし）
- 2015年 スーパー歌舞伎II『ワンピース』[11]　 - 脚本：横内謙介（原作：『ONE PIECE』）
- 2019年 スーパー歌舞伎II『新版 オグリ』 - 原作：梅原猛、脚本：横内謙介、演出：市川猿之助 (4代目)・杉原邦生
- （中止）2020年 スーパー歌舞伎II『ヤマトタケル』 - 脚本･演出：横内謙介、演出:市川猿之助 (4代目) ※コロナ禍で中止。
- （中止）2024年 スーパー歌舞伎II『鬼滅の刃』 - 脚本：横内謙介、総合演出：市川猿之助 (4代目)、演出：杉原邦生（原作：『鬼滅の刃』） ※公演見合わせ[12][13]。